# C' Chartres Football
Maillots
Actualités
| \| Chartres \| Le club est basé à Chartres. |
| Chartres                                    |

Le C' Chartres Football est un club de football français situé à Chartres, en région Centre-Val de Loire, fondé en 2018. Il est le résultat de la fusion de Chartres Horizon et du FC Chartres, club du Championnat de France amateur lui-même héritier du Vélo Sport chartrain et du Sporting Club de Chartres.
En 2024-2025, le club participe au championnat de National 3, dispute ses matchs à domicile au stade Jacques-Couvret et évolue en bleu de Chartres.

## Histoire

### Genèse du football à Chartres
Club discret avant la seconde Guerre mondiale, la section football du Vélo Sport chartrain devient le club phare de la ville. Elle réalise son meilleur parcours en Coupe de France lors de l'édition 1942-1943 et un huitième-de-finale.
À la fin du conflit, le « Vélo » intègre la Promotion d'honneur de la Ligue du Centre. Rapidement, il accède en Division d'honneur (DH), élite régionale, puis en Championnat de France amateur (CFA), plus haute division pour les clubs n'ayant pas le statut professionnel. Pendant une dizaine de saisons, le VSC alterne entre le bas du CFA et le haut de DH. Les années 1960 voient le Vélo stagner dans l'élite régionale sans réussir à obtenir la première place promouvant en CFA. Pendant les années 1970, le VSC prend part à la nouvelle Division 3 et y évolue notamment de 1974 à 1980.
Le Sporting Club de Chartres est alors le second club de la ville. Sa meilleure performance est une accession en Division d'honneur, quatrième échelon du football français, en 1952-1953. Il ne passe qu'une saison à ce niveau, terminant dernier avec seulement deux victoires au compteur. Le « Sporting » remporte aussi la première division d'Eure-et-Loir en 1958.
L'Horizon de Beaulieu est lui fondé en 1962 et regroupe plusieurs associations à caractère social et artistique. Le club accède au niveau régional en 1971 après avoir remporté la première division d'Eure-et-Loir, puis accède en Division d'honneur trois ans plus tard. Retombé en départemental, il dépose le bilan en 1993. Six ans plus tard, le club renaît sous le nom Horizon Beaulieu Chartres, puis devient Chartres Horizon en 2012, un an avant de remonter en DH. Lors de la saison 2017-2018, l'équipe fanion fait partie de la première édition de National 3.

### Fusion et démarrage en régional (1989-2001)

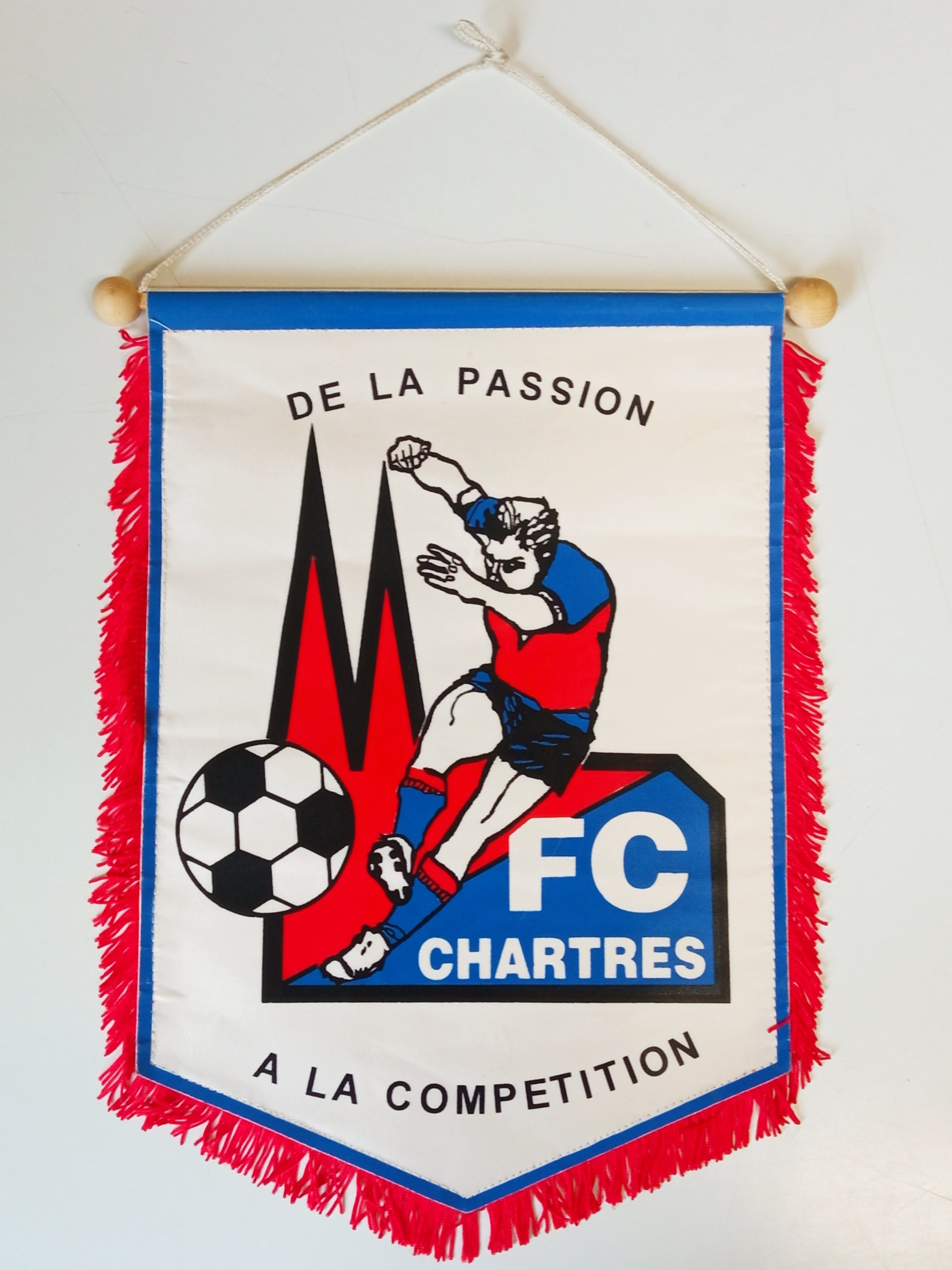
Fanion du FC Chartres.

Empêtré dans des problèmes financiers à partir du début des années 1980, le Vélo termine dernier de DH Centre au terme de la saison 1988-1989, alors que le Sporting Club termine en tête de première division d'Eure-et-Loir. La ville de Chartres, qui aide financierement le VSC, décide d'une fusion des clubs de la ville sous le nouveau nom « FC Chartres ». Le club démarre en Promotion d'honneur pour la saison 1989-1990, initialement la future division des deux anciens clubs. Le club évolue en rouge et bleu.
Jean-Michel Brouet sur le banc et son président Claude Vandenbogaerde ne parviennent pas à sortir le club de PH. Lors de la saison 1991-1992, le FCC est élu meilleur club de jeunes de la Ligue du Centre. Serge Hénault, arrivé sur le banc, hisse l'équipe fanion à deux secondes places de PH en 1992 et 1993, dont la seconde permet au FCC d'intégrer l'élite régional en Division d'honneur. En 1992-1993, le FCC connaît aussi son premier huitième tour de Coupe de France en éliminant des équipes de divisions supérieures : Saint-Christophe Châteauroux (DH, 3-1) et Fontainebleau (D3, 3-1) avant de tomber face à Chantilly (D4, 0-2).
En 1993-1994, le FCC est un promu ambitieux. En coulisses un changement de présidence, René Sageaux remplaçant Gérard Procureur, fait vivre des remous avant le premier « derby de la Beauce » moderne contre l'US Orléans. Chartres termine cette première saison en DH à la cinquième place, après avoir annoncé avant la fin de l'exercice la venue d'Emmanuel Hamon sur le banc.
Pour 1994-1995, USO et FCC luttent pour la montée. En janvier, les Chartrains sont troisièmes et toujours invaincus après dix matches. Malgré une seule défaite mais huit matchs nuls, le FCC termine second à une unité de son voisin orléanais. La saison suivante, le FCC obtient une seconde deuxième place consécutive en DH. En 1996-1997, le club est relégué en Division d'honneur régionale (DHR), septième échelon du football français et second niveau régional. Cela ne dure qu'une saison, le club remonte de suite.
Promu en DH pour l'exercice 1998-1999, le FCC termine sixième, loin du FC Bourges, ultra-dominateur. Les Berruyers montés en CFA, le FC Chartres et l'US Orléans luttent à nouveau pour la promotion l'année suivante. Mais les deux outsiders termine deuxième (USO) et troisième (FCC), derrière l'AS Salbris.
En 2000-2001, Chartres remporte enfin le championnat régional, avec une confortable avance sur Orléans. Le FC Chartres accède pour la première fois au niveau national, en Championnat de France Amateur 2 (CFA 2).

### Premier passage en CFA 2 (2001-2010)
La saison 2001-2002 se termine à une treizième place. Après la chute de l’Amicale de Lucé et l’OC Châteaudun en Division d'Honneur, le Football Club de Chartres devient leader du football d'Eure-et-Loir. Mickaël Serreau, formé à Chartres et ancien joueur du Toulouse FC, fait son retour au club. Mais la seconde saison au niveau national, bien que meilleure au regard du classement final (onzième), est plus terne en termes de statistiques avec moins de victoires et près de deux fois plus de buts encaissés que marqués. Le FCC sauve sa tête à cinq minutes de la fin du dernier match, face au Red Star.
Les saisons 2003-2004 et 2004-2005 sont plus satisfaisantes pour le FCC, qui finit dans la première moitié de tableau (respectivement huitième puis neuvième). Emmanuel Hamon, entraineur de l'équipe fanion depuis dix ans, quitte le banc en 2004. Il est remplacé par André Bodji, ancien joueur de l'US Orléans et entraineur de l'Amicale de Lucé. En 2006 l'équipe termine à la quinzième et avant-dernière place et est reléguée. S'ensuivent des aller-retours entre DH et CFA 2. L'entraineur Gilles Gallou amène l'équipe à une cinquième place de DH en 2006-2007, jugée insuffisante par les dirigeants qui ambitionnent d'avoir une équipe stabilisée à l'échelon national. Durant l'exercice suivant, Gallou est destitué au profit de l'entraineur de la réserve Christophe Hurault qui conduit l'équipe à une deuxième place, synonyme de retour en CFA 2.
Durant l'été 2008, Gérard Procureur, président du FCC depuis 2002, laisse sa place au sénateur d'Eure-et-Loir, Gérard Cornu. Pour l'exercice 2008-2009, Joël Germain, ancien professionnel au SM Caen, est nommé sur le banc chartrain. Mais les résultats sont à nouveau décevants et Hurault assure une nouvelle fois l'intérim. Cette fois-ci, il ne peut empêcher le club de finir dix-septième et de redescendre au niveau régional. Un cinquième changement d'entraineur a lieu en autant saisons, avec la nomination de l'ancien professionnel et sélectionneur de l'équipe de Bretagne, Pierre-Yves David. Il permet au FC Chartres de retrouver le CFA 2 dès sa première saison 2009-2010, grâce à une deuxième place en Division d'Honneur.

### Remontée en quatrième division (2010-2017)

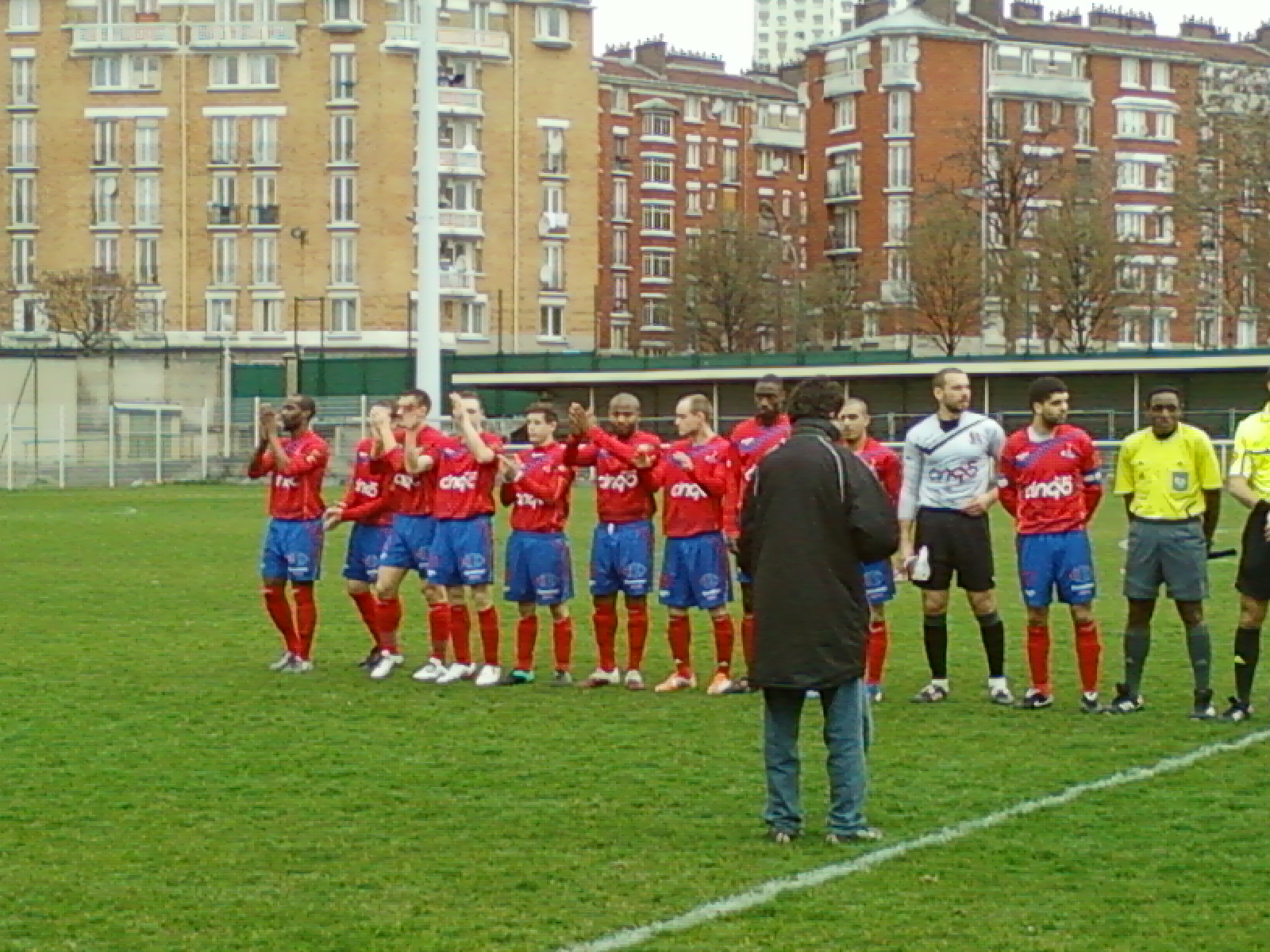
L'équipe fanion en mars 2011.

La municipalité de Chartres, par l’intermédiaire de son maire depuis 2001 Jean-Pierre Gorges, voit le sport comme un moyen de développer la notoriété de la ville. Cela se traduit par un fort soutien financier des clubs de haut-niveau chartrains, dont le FC Chartres. Pierre-Yves David réussit plus que son objectif de maintien lors de la saison 2010-2011 et décroche la cinquième place. Durant l'intersaison, celui-ci décide de ne pas rester au club et est remplacé par le franco-portugais Manuel Abreu, ancien joueur de D1 et D2 française.
Lors de l'exercice 2011-2012, le club croit longtemps à une première montée en CFA mais son manque d'efficacité lors des dernières journées du championnat le fait terminer quatrième. Pour la saison 2012-2013, Abreu et ses joueurs jouent le titre. Mais, pour les mêmes raisons que l'année précédente, le FC Chartres doit abandonner ses idées de montée dans les derniers instants de la compétition. En effet, une défaite à trois journées de la fin voit les derniers espoirs de montée s'envoler.
Pour sa quatrième saison de suite en CFA 2, le FCC change de président, d'entraîneur et de logo. L'objectif est avoué par le nouveau premier homme chartrain, Philippe Barazutti : monter en CFA,. Une quatrième division nationale qui n'est plus fréquentée par un club eurélien depuis la saison 1993-1994. En décembre 2013, Pascal Grosbois est écarté du banc chartrain au terme de la dixième journée (alors huitième, à six points du leader) au profit de son adjoint, Stéphane Malloyer. Cet énième changement d'entraîneur ne modifie rien, Chartres termine la saison à la septième place.
Arrivé en décembre 2013 comme conseiller technique de son ami président, Jacky Lemée devient directeur général pour la saison 2014-2015 et prend la gestion de l'équipe fanion. Sur les vingt et un joueurs de l'exercice précédent, seuls huit restent au FCC. Les dirigeants décident de ne garder que les meilleurs éléments, d'injecter de l'argent (800 000 €) sur des valeurs ajoutées et miser sur un technicien d'expérience et qui connaît la maison chartraine. Lemée déniche ainsi l'athlétique attaquant Vincent Le Mat en Ligue 2, puis engage des jeunes en fin de contrat ou mis de côté dans leur club professionnel. Le club est leader en novembre, malgré les blessures et les suspensions. Lors du dernier match de la saison, le FCC reçoit son dauphin l'AC Boulogne-Billancourt devant plus de 2 000 spectateurs au stade Jacques-Couvret. Celui qui l'emporte monte en CFA mais Chartres peut se contenter d'un match nul. Les Chartrains s'inclinent (0-1) à la 86e minutes. La troupe de Jacky Lemée, malgré quelques prestations moins abouties, est alors une des meilleures équipes du groupe C, proposant un jeu séduisant. Mais, au bout d'une dernière journée au scénario catastrophe, elle termine à la troisième place, alors que la deuxième aurait suffi pour une promotion.
Pour la saison 2015-2016, le budget passe de 800 000 € à presque 1 M€. Outre Vincent Le Mat et Garry Franchi, le FCC enrôle davantage de contrats fédéraux dont le défenseur Benoît Darcy (US Orléans, National), le milieu Aurélien Gazeau (Amiens, National) et l'attaquant Claudio Ramiadamanana (La Roche-sur-Yon, CFA2). Le président Barazutti demande à Jacky Lemée de mener de front championnat et Coupe de France afin de faire connaître le club. Le FCC termine premier de sa poule B avec dix points d'avance et est promu pour la première fois de son histoire en quatrième division (CFA).
Pour sa première saison en quatrième division, le FC Chartres obtient son maintien avec une douzième place, à quatre points du premier relégable.
En 2017-2018, dans une division renommée « National 2 », le FCC joue la première moitié de classement. Le club réalise le meilleur parcours de son histoire en Coupe de France avec une qualification en trente-deuxième de finale, perdu contre le Tours FC (Ligue 2).

### C' Chartres Football (depuis 2018)
Lors de la saison 2017-2018, après plusieurs mois voire années de rumeurs, la fusion entre le FCC et Chartres Horizon football, le second club de la ville, est mis en œuvre, encouragée par la municipalité. Les deux clubs se composent alors de respectivement 529 et 458 licenciés, 29 et 22 équipes ou encore 1,155 M€ et 320 k€ de budget. L'objectif est de former un club pouvant atteindre la troisième voire deuxième division nationale, tout en mettant l'accent sur la formation, l'éducatif et les féminines. Le budget des deux clubs serait cumulé et un président « neutre » est souhaité.
Le 28 mai 2018, le C' Chartres Football voit le jour. Le premier président est l'ex-international Gérard Soler. Le projet chartrain est doublement axé : sur le groupe senior, confié à Jean-Guy Wallemme ; et sur la formation des jeunes footballeurs et footballeuses. L'objectif est, qu'à terme, 50 % de l'effectif de l'équipe première soit composé de jeunes formés au club. Le nouveau club attaque son histoire avec un effectif redessiné. Placée dans le groupe C (nord-ouest) du National 2 2018-2019, l'équipe fanion termine troisième alors que la montée est encore possible à quelques journées de la fin.
La saison 2019-2020 est tronquée par l'épidémie de COVID-19 alors que Chartres est dans les temps pour obtenir la première place. En tête du classement dix jours plus tôt, l'équipe est à la seconde position à l'arrêt des championnats et ne peut prétendre à la montée en National.
En 2020-2021, Jean-Pierre Papin arrive comme entraîneur. Mais, à la suite de la mise en place du deuxième confinement, la FFF décide de suspendre le championnat fin octobre 2020. Une reprise du championnat a lieu début mars avant un arrêt définitif fin mai.
Au terme de l'exercice 2021-2022, le CCF finit troisième du groupe A de National 2.
En 2022-2023, le C' Chartres possède l'un des deux plus gros budgets de N2 avec le FC Rouen et ambitionne toujours de monter en fin de saison. Dès octobre, l'entraîneur JPP démissionne pour raisons professionnelles, alors que l'équipe est neuvième après huit journées. Remplacé par le retour à Chartres de Pierre-Yves David, le club se voit sanctionner d’un retrait de cinq points au classement avec encadrement de la masse salariale et une amende de 750 euros par la DNCG en milieu de saison. PYD ne parvient pas à sauver le C’Chartres Football, qui termine dernier du groupe A de National 2. De plus, la DNCG sanctionne l'équipe d’une rétrogradation administrative en Régional 1, confirmé malgré l'appel formulé par le club, qui saisi le CNOSF pour une conciliation.
Relégué administrativement en Régional 1 à l’issue de la saison 2022-2023, une Société par actions simplifiée du club est créée en juin 2023 pour gérer l'équipe première.

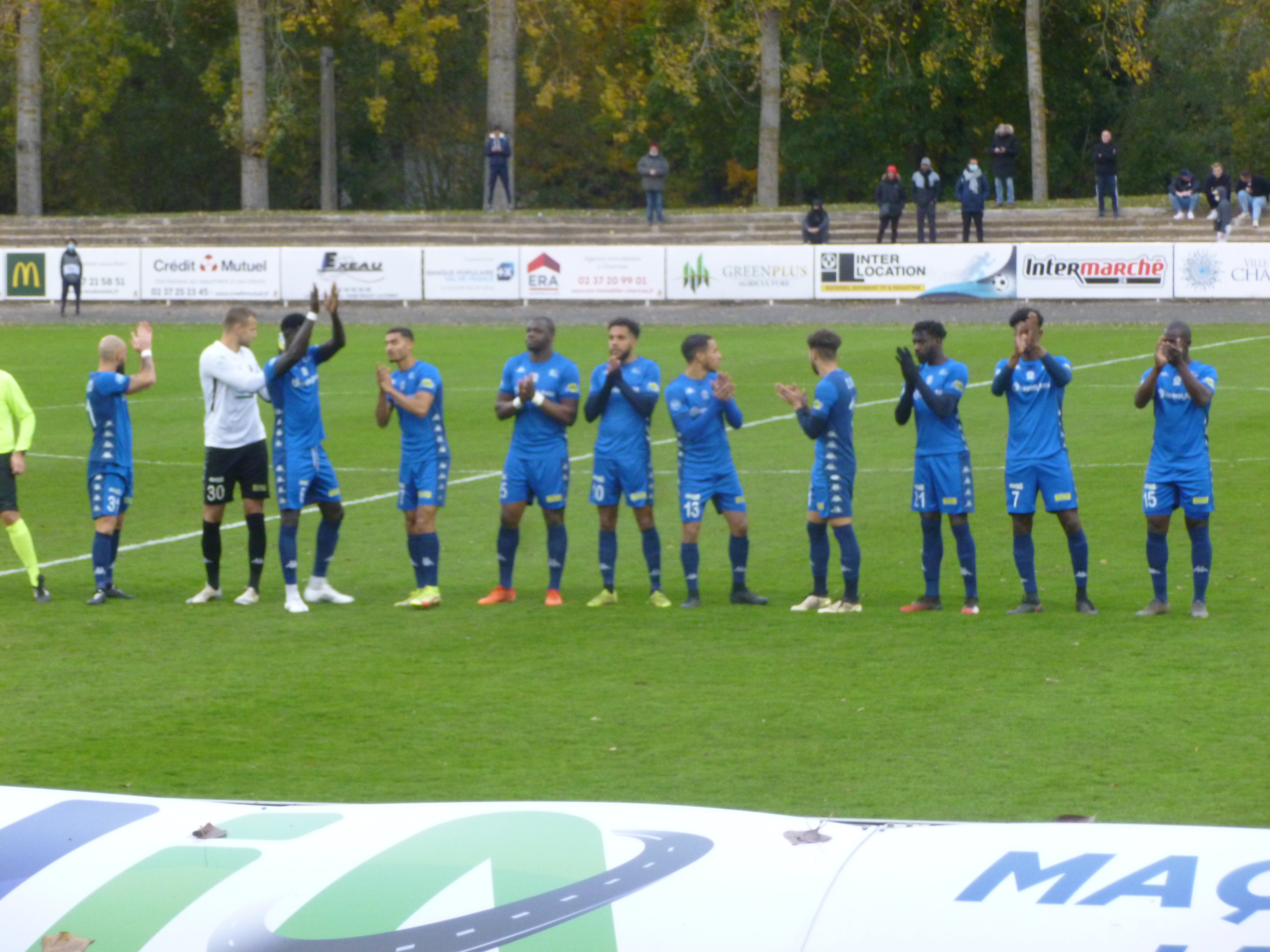
Le CCF en National 2 2021-2022.

## Résultats sportifs

### Palmarès
Le VS Chartres est le club chartrain le plus titré. Cela est dû au peu de division nationale à son époque d'où sa présence plus longue et ses chances de sacre plus nombreuses en Division d'honneur. Il remporte quatre fois la compétition, deux fois dans les années 1950 puis autant dans celles 1970. À ces deux instants, l'équipe réserve domine le championnat d'Eure-et-Loir. Le VSC remporte aussi une Coupe de la Ligue du Centre et sept fois la première division du District départemental d'Eure-et-Loir.
Dans le même temps, le Sporting Club de Chartres ne se fait remarquer qu'en remportant le championnat départemental en 1958.
À l'inverse du Vélo, le FC Chartres monte rapidement en CFA 2 et plafonne ensuite à ce niveau sans remporter de titres. Il réalise le doublé Coupe-championnat du Centre en 2001. Coupe qu'il gagne de nouveau en 2015.
Outre sa présence en Division d'honneur depuis 2015, Chartres Horizon ne se fait remarquer au niveau régional que par une finale de la Coupe du Centre en 2014. Au niveau de l'Eure-et-Loir, le club remporte quatre fois la première division et trois Coupes, en plus de cinq finales perdues.
| Clubs                        | Compétitions régionales | Compétitions départementales |
| ---------------------------- | --- | --- |
| VS chartrain (1897-1989)     | - Division d'honneur Centre (4) - Champion : 1953, 1958, 1971 et 1974 - Coupe du Centre (1) - Vainqueur : 1954 - Finaliste : 1949 | - 1re division Eure-et-Loir (2) - Champion : 1959 rés. et 1972 rés. - Coupe d'Eure-et-Loir (7) - Vainqueur : 1960, 1963, 1966, 1970, 1972, 1982 et 1987 - Finaliste : 1958, 1959, 1971 |
| Sporting CC (1939-1989)      | - | - 1re division d'Eure-et-Loir (1) - Champion : 1958 |
| FC Chartres (1989-2018)      | - Division d'honneur Centre (1) - Champion : 2001 - Coupe du Centre (2) - Vainqueur : 2001 et 2015 - Finaliste : 1999 et 2005     | - 1re division d'Eure-et-Loir (2) - Champion : 1996 rés. et 2004 rés.2 |
| Chartres Horizon (1962-2018) | - Coupe du Centre - Finaliste : 2014                                                                                              | - 1re division d'Eure-et-Loir (4) - Champion : 1971, 1989, 2006 et 2015 rés. - Coupe d'Eure-et-Loir (3) - Vainqueur : 1976, 2007 et 2016 - Finaliste : 1977, 1978, 1979, 2010 et 2015  |

### Bilan sportif

#### Championnats
Avant ses deux dernières saisons, le FC Chartres ne connaît que le Championnat de France amateur 2 au niveau national. Le FCC est promue en cinquième division pour la première fois en 2001 et s'y maintient cinq saisons avant un retour d'une saison en 2008-2009. De retour en CFA 2 en 2010, le FCC y joue les premiers rôles pendant six années et finit par accéder en CFA en 2016, renommé National 2 la saison suivante.
| Championnat              | Saisons | J   | V   | N  | D   | Bp  | Bc  |
| ------------------------ | ------- | --- | --- | -- | --- | --- | --- |
| Championnat de France    | 0       | -   | -   | -  | -   | -   | -   |
| Championnat de France D2 | 0       | -   | -   | -  | -   | -   | -   |
| Championnat de France D3 | 0       | -   | -   | -  | -   | -   | -   |
| Championnat de France D4 | 2       | 60  | 16  | 24 | 20  | 82  | 83  |
| National 2 (2017-2018)   | 1       | 30  | 9   | 12 | 9   | 49  | 42  |
| CFA (2016-2017)          | 1       | 30  | 7   | 12 | 11  | 33  | 41  |
| Championnat de France D5 | 12      | 346 | 125 | 98 | 123 | 463 | 469 |

Le Chartres Horizon football intègre la première édition du National 3 2017-2018, profitant des montées massives de Division d'honneur.
À la suite de la fusion, l'équipe première de Chartres Horizon en N3 devient l'équipe réserve du nouveau club, qui prend la continuité sportive du FC Chartres. Le C' Chartres possède donc deux équipes en division nationale pour ses débuts en 2018-2019 (N2 et N3).

#### Coupe de France
Le C' Chartres participe à la Coupe de France, créée en 1917 et organisée par la Fédération française de football.
Avant lui, le FC Chartres ne connaît aucun long parcours dans la compétition. Sa meilleure performance est un trente-deuxième de finale.
Lors de la saison 1992-1993, pour sa quatrième saison, le FCC réalise un de ses meilleurs parcours. Les Chartrains se hissent jusqu'au huitième tour alors qu'ils n'évoluent qu'au troisième échelon régional (Promotion d'Honneur). Les hommes de Serge Hénault sont stoppés par Chantilly (D4, 0-2), après avoir éliminé Fontainebleau (D3, 3-1) et, au sixième et dernier tour régional, Saint-Christophe de Châteauroux (D4, 3-1),.
Le FC Chartres, monté en CFA 2 en 2001, trébuche ensuite souvent tôt dans cette compétition. Sur les seize premières éditions des années 2000, le FCC ne franchit qu'une seule fois le cap du sixième tour régional, en 2009-2010. L'équipe coachée par Pierre-Yves David atteint le huitième tour (éliminée par la CFA des Herbiers, 1-2), sans avoir sorti des équipes d'un échelon supérieur,.
En 2017-2018, au septième tour, Chartres reçoit l'US Orléans (Ligue 2), ancien club de l'entraîneur Jacky Lemée et de quatre membres du groupe chartrain. C'est la première fois que le FCC affronte un club professionnel. Le FCC devient le premier club d'Eure-et-Loir à éliminer une équipe de Ligue 2 (3-1), et accède pour la troisième fois au huitième tour de la compétition. Après être allé gagner 0-2 chez le FC Rouen (N3), Chartres reçoit un second voisin régional pour le premier trente-deuxième de finale de son histoire : le Tours FC. Ce second club professionnel rencontré dans la même édition l'emporte cette fois (1-2).
Chartres Horizon connaît sa meilleure performance en Coupe nationale à l'occasion de l'édition 2016-2017 et un sixième tour,.
| Club             | V | F | 1/2 | 1/4 | 1/8 | 1/16 | 1/32 | 8e t | 7e t | 6e t | 5e t | 4e t | 3e t | 2e t |
| ---------------- | - | - | --- | --- | --- | ---- | ---- | ---- | ---- | ---- | ---- | ---- | ---- | ---- |
| FC Chartres      | - | - | -   | -   | -   | -    | 1    | 2    | -    | 9    | 5    | 3    | 5    | 1    |
| Chartres Horizon | - | - | -   | -   | -   | -    | -    | -    | -    | 1    | -    | 7    | 3    | 7    |
| C' Chartres      | - | - | -   | -   | -   | -    | -    | -    | -    | -    | -    | 1    | -    | -    |

## Structures du club

### Identité et image

#### Nom et logo
| Sporting Club de Chartres 1939 - 1989, no 500363 | Sporting Club de Chartres 1939 - 1989, no 500363 | Sporting Club de Chartres 1939 - 1989, no 500363 | Sporting Club de Chartres 1939 - 1989, no 500363 | Sporting Club de Chartres 1939 - 1989, no 500363 | Sporting Club de Chartres 1939 - 1989, no 500363 |  |  | Vélo Sport chartrain 1897 - 1989, no 500516                     | Vélo Sport chartrain 1897 - 1989, no 500516                     | Vélo Sport chartrain 1897 - 1989, no 500516                     | Vélo Sport chartrain 1897 - 1989, no 500516                     | Vélo Sport chartrain 1897 - 1989, no 500516                     | Vélo Sport chartrain 1897 - 1989, no 500516                     |  |  |  |  |  |  |  |  |  |  |
| Sporting Club de Chartres 1939 - 1989, no 500363 | Sporting Club de Chartres 1939 - 1989, no 500363 | Sporting Club de Chartres 1939 - 1989, no 500363 | Sporting Club de Chartres 1939 - 1989, no 500363 | Sporting Club de Chartres 1939 - 1989, no 500363 | Sporting Club de Chartres 1939 - 1989, no 500363 |  |  | Vélo Sport chartrain 1897 - 1989, no 500516                     | Vélo Sport chartrain 1897 - 1989, no 500516                     | Vélo Sport chartrain 1897 - 1989, no 500516                     | Vélo Sport chartrain 1897 - 1989, no 500516                     | Vélo Sport chartrain 1897 - 1989, no 500516                     | Vélo Sport chartrain 1897 - 1989, no 500516                     |  |  |  |  |  |  |  |  |  |  |
|                                                  |                                                  |                                                  |                                                  |                                                  |                                                  |  |  |                                                                 |                                                                 |                                                                 |                                                                 |                                                                 |                                                                 |  |  |  |  |  |  |  |  |  |  |
| Football Club de Chartres 1989 - 2018, no 500363 | Football Club de Chartres 1989 - 2018, no 500363 | Football Club de Chartres 1989 - 2018, no 500363 | Football Club de Chartres 1989 - 2018, no 500363 | Football Club de Chartres 1989 - 2018, no 500363 | Football Club de Chartres 1989 - 2018, no 500363 |  |  | Horizon Beaulieu 1999-2012 Chartres Horizon 2012-2018 no 520567 | Horizon Beaulieu 1999-2012 Chartres Horizon 2012-2018 no 520567 | Horizon Beaulieu 1999-2012 Chartres Horizon 2012-2018 no 520567 | Horizon Beaulieu 1999-2012 Chartres Horizon 2012-2018 no 520567 | Horizon Beaulieu 1999-2012 Chartres Horizon 2012-2018 no 520567 | Horizon Beaulieu 1999-2012 Chartres Horizon 2012-2018 no 520567 |  |  |  |  |  |  |  |  |  |  |
| Football Club de Chartres 1989 - 2018, no 500363 | Football Club de Chartres 1989 - 2018, no 500363 | Football Club de Chartres 1989 - 2018, no 500363 | Football Club de Chartres 1989 - 2018, no 500363 | Football Club de Chartres 1989 - 2018, no 500363 | Football Club de Chartres 1989 - 2018, no 500363 |  |  | Horizon Beaulieu 1999-2012 Chartres Horizon 2012-2018 no 520567 | Horizon Beaulieu 1999-2012 Chartres Horizon 2012-2018 no 520567 | Horizon Beaulieu 1999-2012 Chartres Horizon 2012-2018 no 520567 | Horizon Beaulieu 1999-2012 Chartres Horizon 2012-2018 no 520567 | Horizon Beaulieu 1999-2012 Chartres Horizon 2012-2018 no 520567 | Horizon Beaulieu 1999-2012 Chartres Horizon 2012-2018 no 520567 |  |  |  |  |  |  |  |  |  |  |
|                                                  |                                                  |                                                  |                                                  |                                                  |                                                  |  |  |                                                                 |                                                                 |                                                                 |                                                                 |                                                                 |                                                                 |  |  |  |  |  |  |  |  |  |  |
|                                                  |                                                  |                                                  |                                                  | C' Chartres depuis 2018, no 582560               |                                                  |  |  |                                                                 |                                                                 |                                                                 |                                                                 |                                                                 |                                                                 |  |  |  |  |  |  |  |  |  |  |

En 1989, le « Vélo Sport chartrain » et le « Sporting Club de Chartres », deuxième club de la ville, fusionnent pour donner le « Football Club de Chartres ». Le FCC garde le numéro d'affiliation à la Fédération française de football du Sporting. Refondée en 1999, la section football de l'« Horizon Beaulieu » change de nom en 2012 pour « Chartres Horizon football ». En 2018, une autre fusion entre le FC et Horizon créée le « C' Chartres Football ».
Jusqu'en 2013, le logotype du FC Chartres est un rond bleu ciel dans lequel on peut voir la Cathédrale Notre-Dame de Chartres en fond. Dans ce rond est inscrit, en rouge et bleu roi, le nom du club et la mention « de la Passion à la Compétition ». Au centre, un footballeur est dessiné en train de taper dans un ballon de football avec un rappel de la cathédrale et du sigle du club « FCC ».
Pour la saison 2013-2014, le FC Chartres arbore un nouveau logo. Plus simple, celui-ci à la forme d'un bouclier au milieu duquel est inscrit « FC Chartres » en blanc sur fond bleu. Le reste du logo est majoritairement rouge avec, au-dessus du nom, des épis de blé rappelant la Beauce et en dessous, un dessin de la Cathédrale Notre-Dame. Ces derniers éléments sont en jaune-orangé. En 2016, le logo est légèrement modifié, « Chartres » remplace le nom du club et « football club » prend place en dessous, le tout en majuscule. Le fond rouge est différencié en deux teintes, plus foncé sur la moitié de droite. Pendant ce temps, le logo du Chartres Horizon football se présente par un contour bleu clair de la cathédrale de Chartres avec un arc de cercle au-dessus, « Chartres Horizon Football » inscrit en dessous.
À l'occasion de la fusion de 2018, la mairie de Chartres impose une identité commune aux clubs de sports collectifs de niveau national. La marque territoire « C' Chartres », est déclinée en matière de sport. Dès la saison 2018-2019, ils doivent l'intégrer dans leur appellation, leur logo et leurs couleurs, dont le bleu de Chartres doit être dominant : le « C' » bleu ciel à gauche au-dessous duquel « Chartres » en bleu foncé ainsi que la lettre « F » à droite et « football » en dessous, tout en majuscule.

FC Chartres 1989-2013
FC Chartres 2013-2016
Chartres Horizon 2012-2018
C' Chartres depuis 2018

#### Historique des couleurs
Lorsque le FC Chartres nait, il prend comme couleurs officielles le rouge et le bleu dont les tenues sont largement équipées depuis 1989. En effet, à domicile, le FCC joue avec des maillots rouge, shorts bleu et bas rouge tandis qu'à l'extérieur les hauts et bas sont blanc et les shorts rouge. Le club de Chartres Horizon, quant à lui, joue totalement en bleu à domicile.
À l'occasion de la fusion, la mairie de Chartres impose sa marque territoire « C' Chartres ». Le bleu de Chartres devient la couleur dominante du nouveau club.
|  | FC Chartres domicile |  | FC Chartres extérieur |  | Chartres Horizon dom. |  | C' Chartres domicile |

### Aspects juridiques et économiques

#### Statut du club et des joueurs
Le FC Chartres est fondé en tant que club sportif, régi par la loi sur les associations établie en 1901. Il est affilié le 23 juin 1989 à la Fédération française de football sous le numéro du SC Chartrain, no 363, numéro conservé à la suite de la fusion du VS Chartres. Refondé en 1999, la section football de l'association Horizon de Beaulieu prend un nouveau numéro d'affiliation FFF, le no 20567. Il change de nom en 2012 pour s'appeler Chartres Horizon football.
Le C' Chartres est créée en 2018 en tant que nouvelle association (no 82560) après dissolution des deux précédentes.
Tous ces clubs sont, de plus, affiliés à la Ligue Centre-Val de Loire de football et son district d'Eure-et-Loir.
Les joueurs ont soit un statut bénévole, amateur ou de semi-professionnel sous contrat fédéral. En 2017-2018, le FC Chartres comptent sept joueurs sous contrat fédéral et treize en contrat amateur. L'équipe de Chartres Horizon ne contient alors que des joueurs bénévoles.

#### Éléments comptables
Pour la saison 2012-2013, le président Gérard Cornu annonce une petite baisse du budget, qui tourne alors autour de 700 000 euros, avec le retrait de la Compagnie des Marchés et une participation moindre de Cinq sur Cinq, deux des principaux annonceurs.
De 800 000 € en 2014-2015, le budget avoisine le million d'euros (900 000 euros) en 2015-2016, l'un des plus imposants de CFA 2. Monté en CFA pour l'exercice suivant, le président rencontre la mairie pour augmenter le budget : « On aimerait que le budget augmente de 2 à 300 000 pour atteindre environ 1,2 M€ ». Finalement, il reste assez similaire, proche du million d'euros.
| Saison   | 2012-2013 | 2013-2014 | 2014-2015 | 2015-2016 | 2016-2017        | 2017-2018        |
| -------- | --------- | --------- | --------- | --------- | ---------------- | ---------------- |
| Division | CFA 2     | CFA 2     | CFA 2     | CFA 2     | CFA / National 2 | CFA / National 2 |
| Budget   | 700 k€    | n.c.      | 800 k€    | 900 k€    | 950 k€           | 1 155 k€         |

Pour la saison 2017-2018, où le club souhaite jouer les premiers rôles en National 2, son budget est en hausse et se monte à 1,1 M€. Les trois-quarts sont issus de subventions publiques (780 000 €) devant le partenariat privé et le mécénat (respectivement 226 000 et 149 000 €). Au moment de la fusion, le budget du Chartres Horizon Football s'élève à 320 000 €, dont la moitié de subvention publique. Il est prévu que les montants des deux clubs soient additionnés lors de la formation du C' Chartres (soit 1,475 M€ théorique). Il est en fait supérieur et s'élève à 1,65 M€.
| Type               | FC Chartres | Chartres Horizon |
| ------------------ | ----------- | ---------------- |
| Public             | 780 000 €   | 157 000 €        |
| Partenaires privés | 226 000 €   | 133 000 €        |
| Mécénat            | 149 000 €   | 30 000 €         |
| Budget total       | 1,155 M€    | 320 000 €        |

#### Sponsors et équipementiers
Dans les années 1990, sous la présidence de Gérard Procureur, PDG de Ford Chartres, figure alors systématiquement le logo de la marque américaine sur les maillots du FCC. De manière historique, le FC Chartres possède peu de sponsor maillot. Le plus commun est « Cinq sur 5 », une agence de sécurité chartraine, ainsi que Dalkia.
Pour la saison 2014-2015, les partenaires du FCC sont : Cinq sur 5 (partenaire principal), Votre Intérieur, Promosoft, Servite, Techna, Eiffage, Hydro Confort, Eurovia, La Passacaille, Europcar, Groupe Berteaux, Sitrans Logistique, Touzet BTP, Supergel, MMA, Iris Conseil, AD Morize, Allo Pizza 30, Leclerc Drive, La Picoterie, Odyssée - Vert Marine, Racing Club Chartrain, Studio Martino, SARL A3 Assurfinance, McDonald's Chartres, Dalkia France, Hervé Thermique, Imprimerie Chauveau, Foncia Brette Immobilier, Ville de Chartres et Conseil général d'Eure-et-Loir.
À la suite de la fusion donnant le C' Chartres football, l'équipementier du nouveau club est Kappa. En octobre 2019, le groupe marocain Green Plus, spécialiste des fruits et légumes, devient le principal sponsor du CCF. Il s'agit de la première entreprise étrangère non-implantée localement à faire profiter un club chartrain de ses capitaux. La relation entre les deux entités débute par un lien d'amitié entre le manager général chartrain Kader Chehida et le responsable de la branche sport de Green Plus. Quelques mois auparavant, la holding est proche de racheter le FC Sochaux-Montbéliard avant de se retirer. « On les a convaincus qu’il valait mieux partir sur de bonnes bases avec un club d’une dimension moins importante mais où il n’existe pas d’obstacle à la réussite », explique le président du CCF, Gérard Soler. Le groupe marocain compte sur le club pour vite grimper de deux échelons, si possible dans les trois ans, et faire ainsi sa promotion jusqu'en Ligue 2. La somme allouée au club chartrain n'est pas connue.

### Infrastructures
La fusion des deux clubs chartrains amène au FC Chartres deux stades : le Stade des Grands-Prés, fief du Vélo Sport chartrain, et le celui de la Route d'Ablis, enceinte du Sporting. Le premier, plus grand, est désigné stade principal du FCC. Inauguré en 1908 et réaménagé en 1945 et 1964, il peut accueillir 750 spectateurs en tribune. Le nom de Jacques Couvret lui est donné début 2013. Ancien président du District d'Eure-et-Loir de football pendant huit ans, il est aussi membre du Vélo en athlétisme et dirigeant de volley-ball.
L'autre enceinte, rebaptisée stade Jean Gallet, du nom d'un ancien grand nom du sport local et député de la première circonscription d'Eure-et-Loir dans les années 1980, comprend un terrain d’honneur engazonné, deux terrains d’entraînement engazonnés ainsi qu'un terrain synthétique. C'est dans cette structure qu'ont lieu les matchs des équipes jeunes du FC Chartres.
Le FCC peut aussi disposer de trois autres stades de la ville : le stade de Rechèvres (plusieurs terrains en herbe), le stade des Bas-Bourgs (plusieurs terrains en herbe) et enfin le stade James-Delarue (pelouse synthétique), généralement réservé au second club de la ville « Chartres Horizon ».
Le stade James-Delarue, avec son seul terrain synthétique, est inauguré le 6 novembre 2010, après un an et demi de construction, sur le site de l'ancien collège Charles-Péguy. Il porte le nom d'un ancien joueur et dirigeant de l'Horizon. Auparavant, l'Horizon joue sur le stade municipal de Beaulieu, à la place de l'actuel centre de squash, à environ 600 mètre au sud de l'actuel stade.
À la suite de la fusion FCC-Horizon, les trois stades attribués jusqu'à présent aux deux clubs sont répartis comme suit : stade Jacques-Couvret pour l'équipe fanion, stade Jean-Gallet pour les autres équipes masculines et stade James-Delarue pour la section féminine.

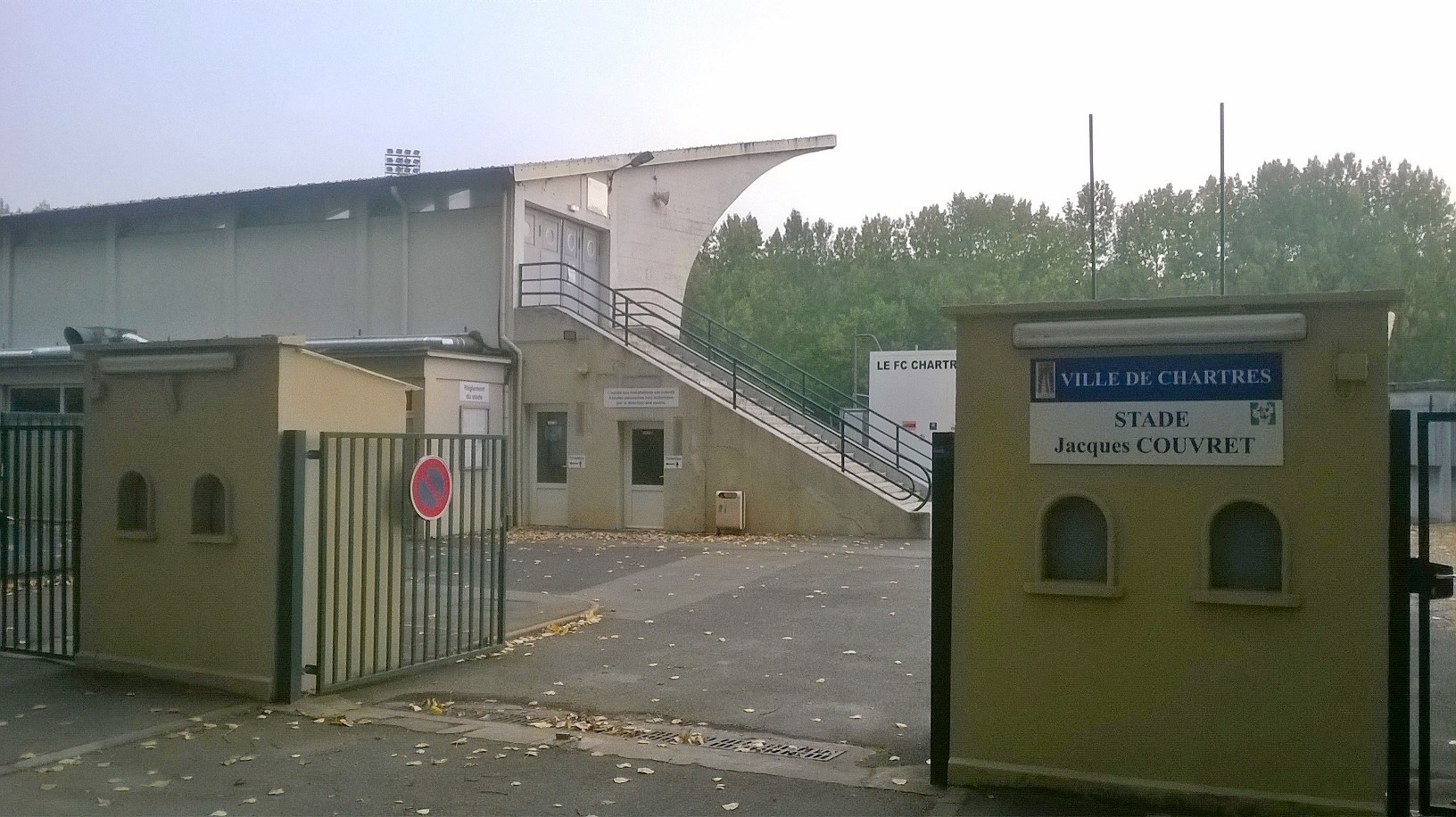
Entrée du stade Jacques-Couvret.
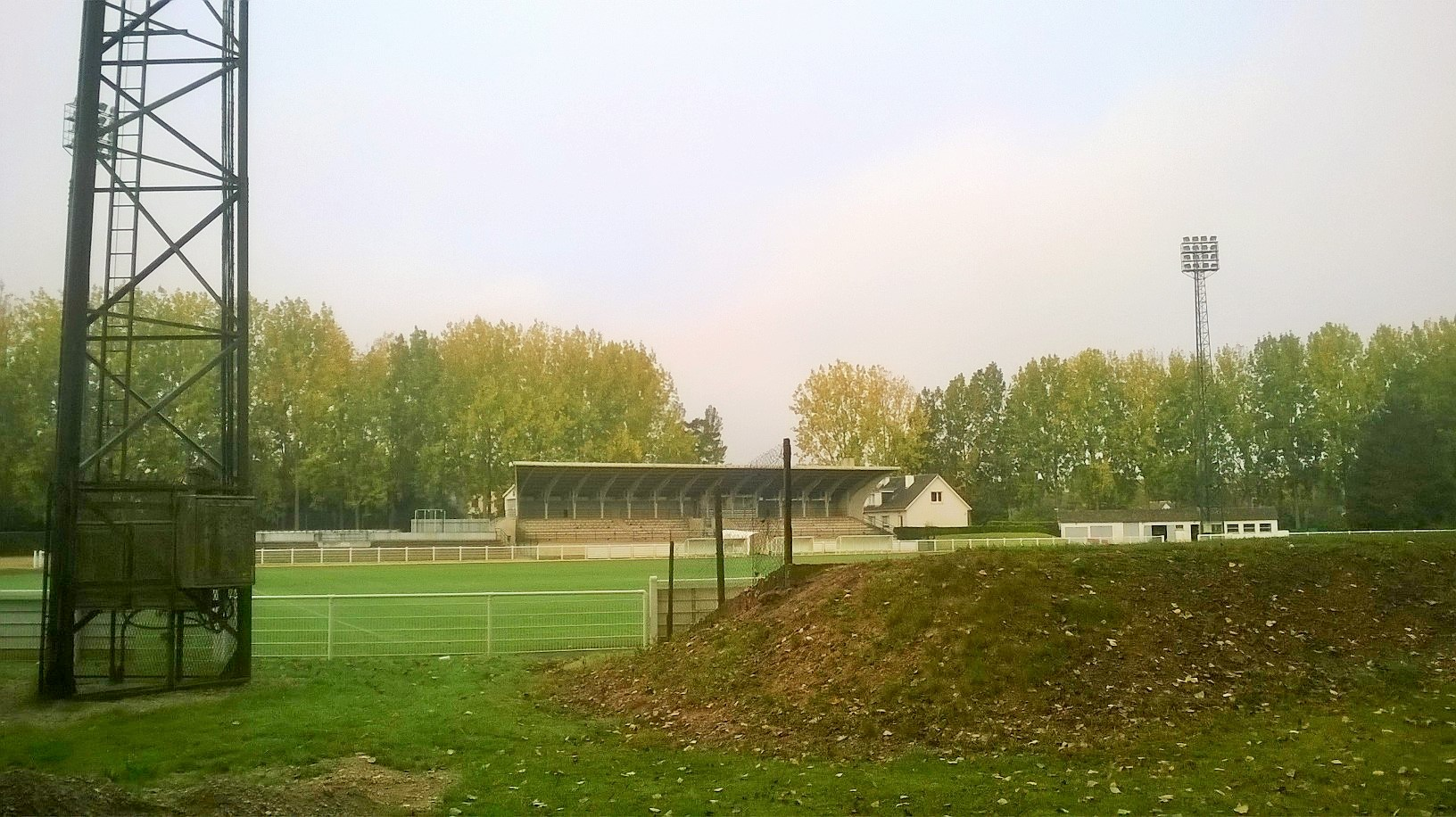
Tribune d'honneur du stade Jacques Couvret.
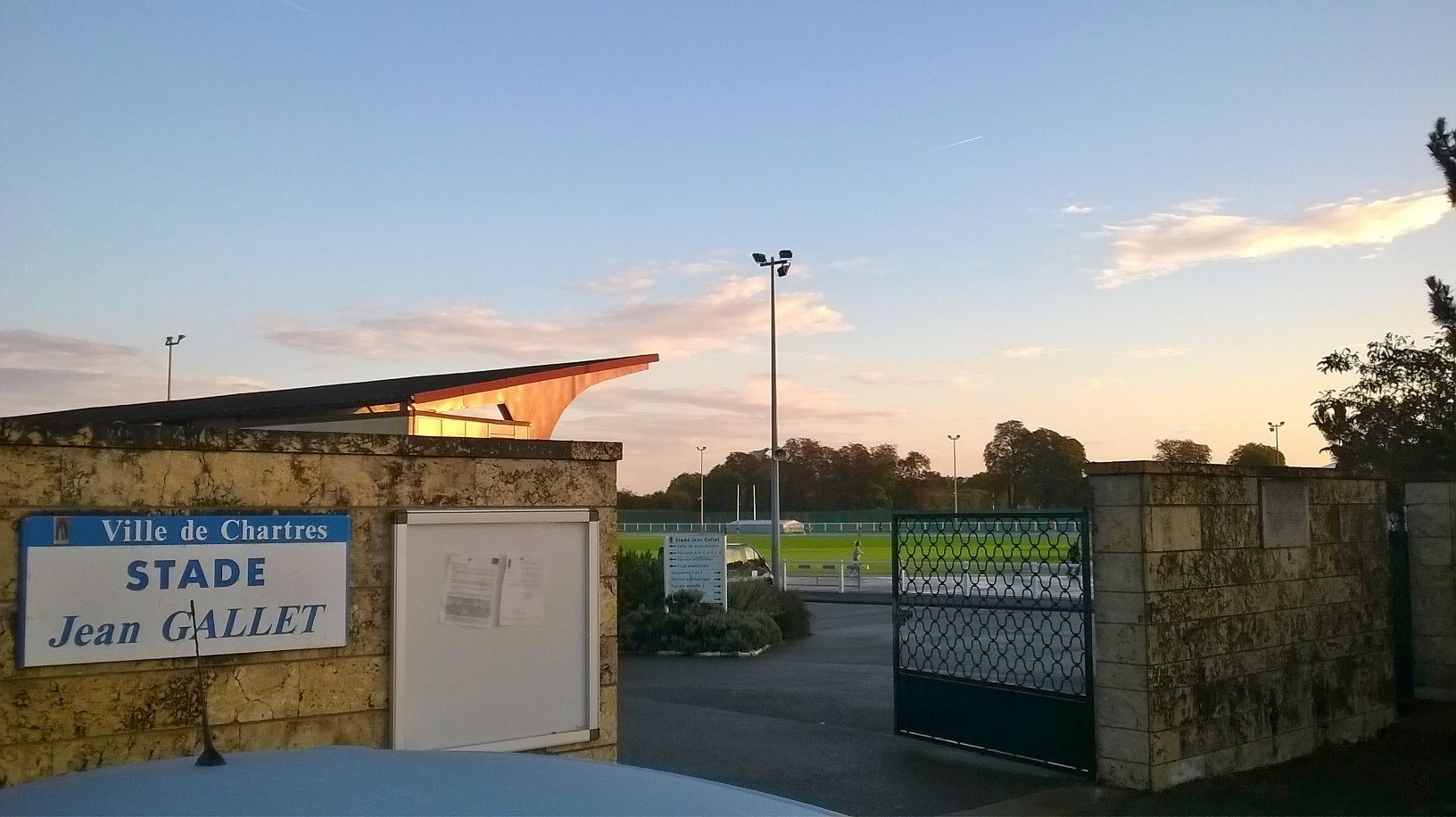
Entrée du Stade Jean-Gallet
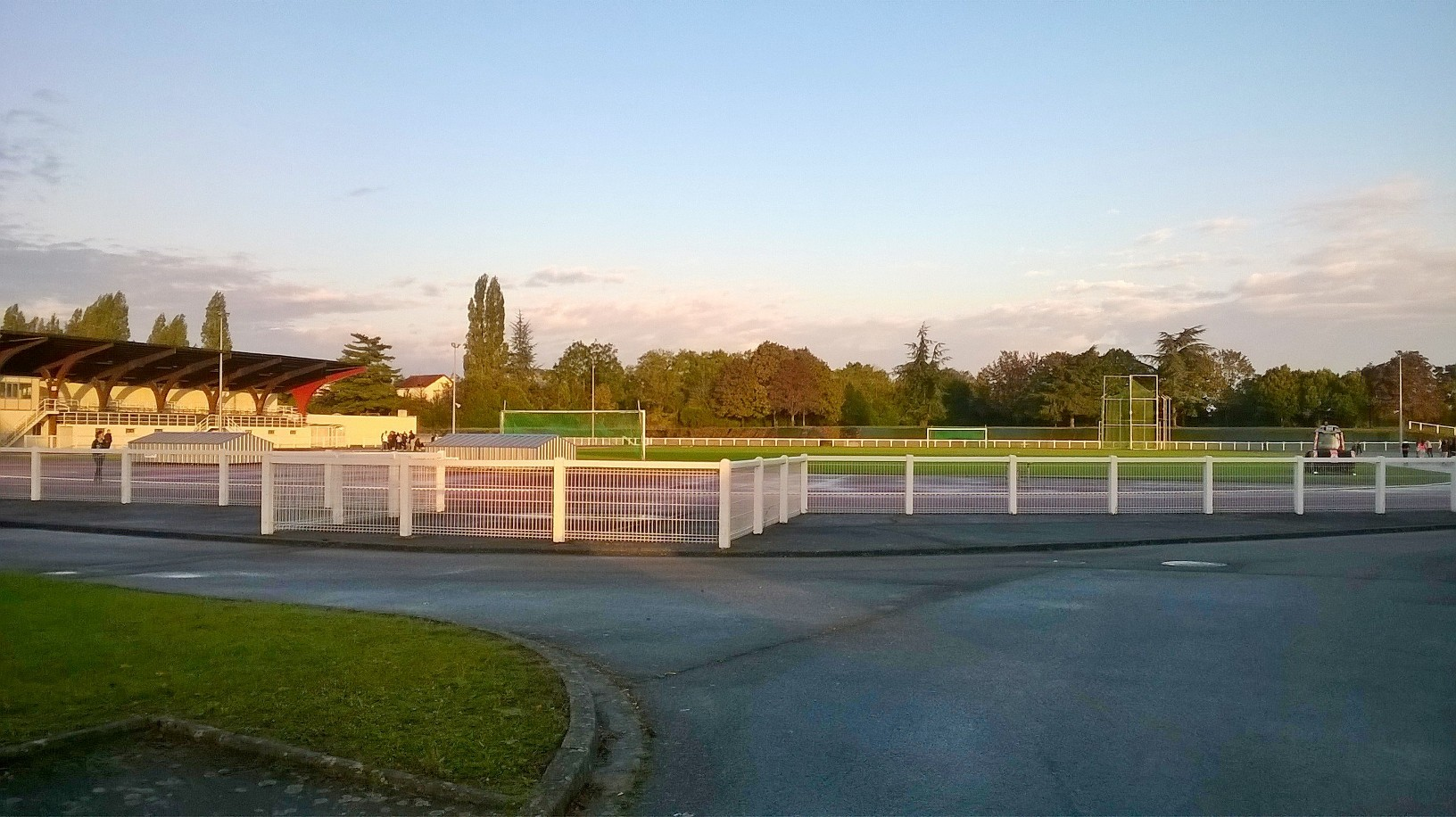
Stade Jean-Gallet (terrain principal)
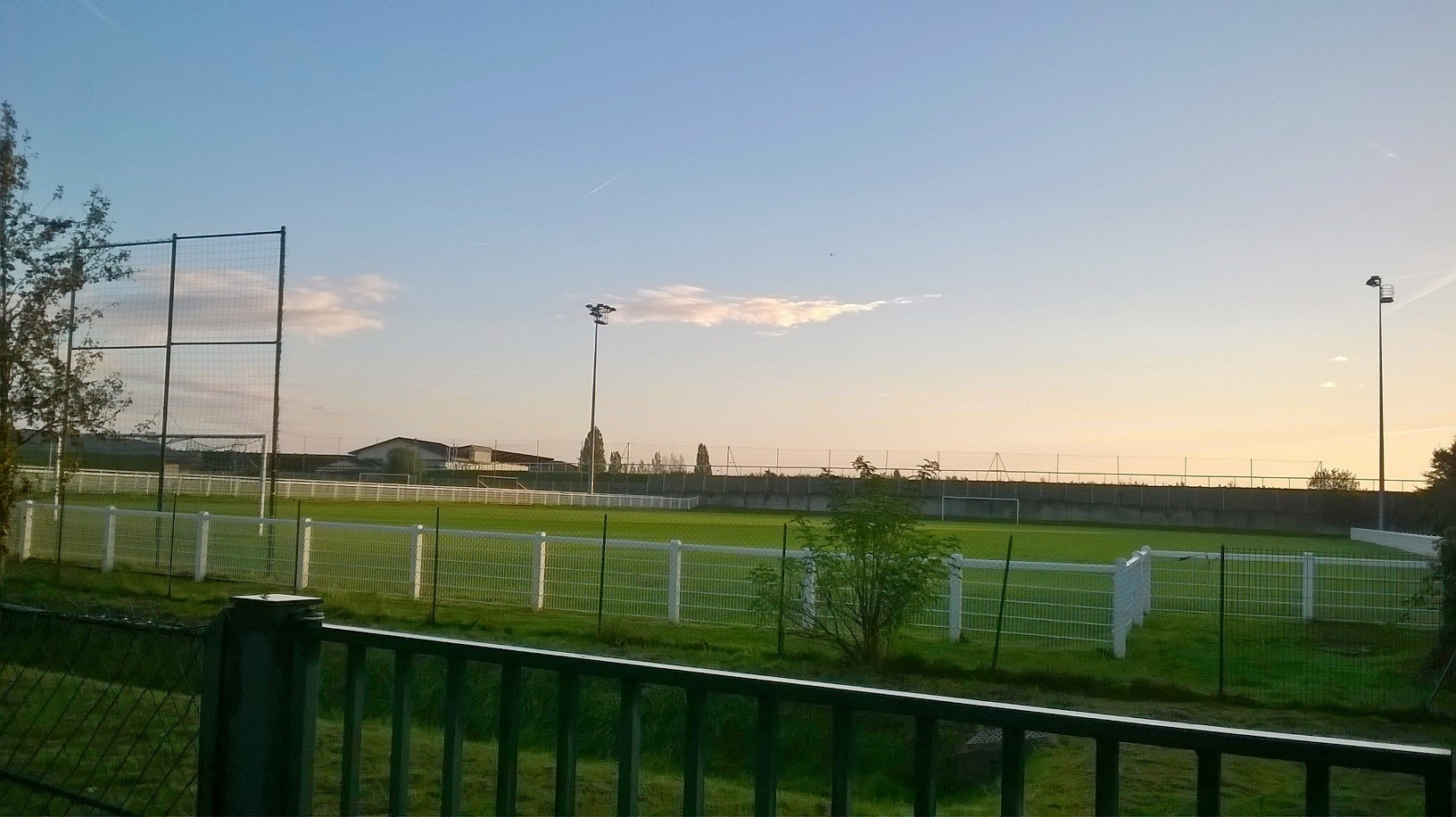
Stade Jean-Gallet (terrain 2)
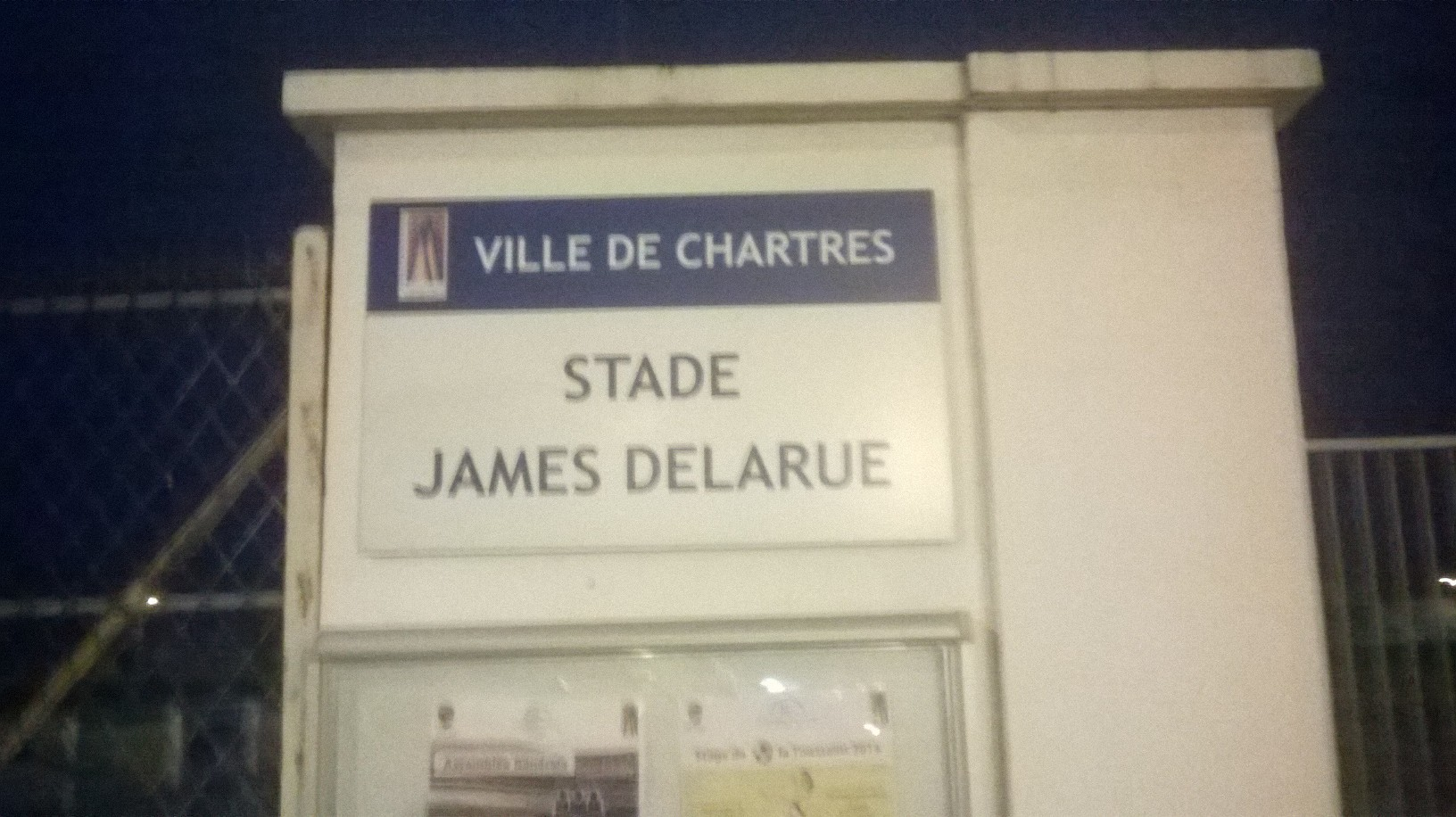
Entrée du stade James-Delarue

## Personnalités du club

### Présidents
Lors de la fusion entre les deux clubs chartrains en 1989, Claude Vandenbogaerde, alors président du Vélo Sport chartrain, garde le fauteuil. En 1992, il devient président d'honneur du nouveau FCC et cède sa place à Gérard Procureur, PDG de la concession Ford de Chartres. Sur les maillots du FCC figure alors notamment la marque américaine. Fin 1993, le FCC vit des remous en coulisses avec un changement de présidence, René Sageaux remplaçant Gérard Procureur. Ce dernier reprend sa place pour la saison suivante. Finalement, il mène le club de PH en CFA 2, soit trois montées. Il est évincé en 2008, alors que le FCC remonte en CFA 2 une seconde fois.
Quand Jean-Louis Guillain quitte son poste de maire de Chartres en 2001, le club vient d'atteindre le niveau national. Guillain prend la présidence, quelques mois en 2002, pour rendre service. Il apporte une réflexion de fond sur la politique que le club doit mener pour progresser. Il cède rapidement la place à Gérard Procureur qui reprend la sienne. Guillain est toujours vice-président du FCC en 2015.

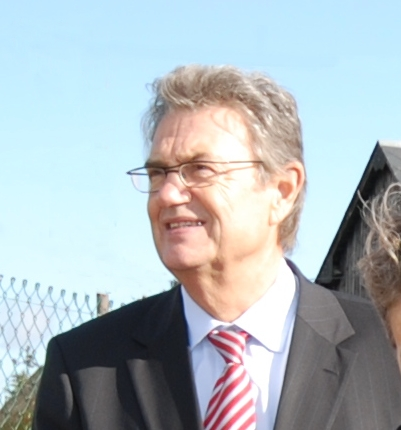
Gérard Cornu, président de 2008 à 2013

En 2008, après seize ans à la présidence du club, Gérard Procureur en est évincé et remplacé par le sénateur-maire de Fontenay-sur-Eure, Gérard Cornu, qui y reste jusqu’en 2013. Cornu connaît la relégation en DH la première année puis la remontée immédiate et le maintient dans le haut de tableau en CFA 2 avant de laisser la main début 2013.
En février 2013, Philippe Barazzutti devient président-délégué du FC Chartres, à la demande du président Cornu. Ce chef d'entreprise est coopté au comité directeur du club. Gérard Cornu décide de passer la main à la fin de la saison 2012-2013 mais, dès février, Barazzutti possède les pleins pouvoirs à la tête du FCC,,. Après une saison, il fait revenir à Chartres son ami Jacky Lemée qui fait monter le FCC en CFA, niveau le plus haut jamais atteint.
À Chartres Horizon, Philip Adegoroye est président de la section football indépendante de l'association homonyme depuis 2004. Il amène d'abord ses fils au club puis devient arbitre de football et dirigeant devant le manque de bénévoles.
| Période     | Nom                   |
| ----------- | --------------------- |
| 1989 - 1992 | Claude Vandenbogaerde |
| 1992 - 1993 | Gérard Procureur      |
| 1993 - 1994 | René Sageaux          |
| 1994 - 2002 | Gérard Procureur (2)  |
| 2002        | Jean-Louis Guillain   |
| 2002 - 2008 | Gérard Procureur (3)  |
| 2008 - 2013 | Gérard Cornu          |
| 2013 - 2018 | Philippe Barazzutti   |

En mai 2018, l'ancien international Gérard Soler est la personne neutre (des deux clubs précédents) choisie pour devenir le président du nouveau C' Chartres Football. Clément Chantôme devient directeur sportif au printemps 2024, après avoir fini sa carrière de joueur au CCF (2022-2024). En septembre 2023, Soler démissionne de son rôle de président de la SAS du C' Chartres Football. Il est remplacé par un duo à la tête de la SAS : Jean-Pierre Fakhoury, industriel dans le secteur alimentaire, et Rasim Ozpinar, entrepreneur dans le bâtiment, tandis que Nicolas Jeannesson devient président de l’association.

### Entraîneurs
| Période           | Nom                          |
| ----------------- | ---------------------------- |
| 1989 - 1991       | Jean-Michel Brouet           |
| 1991 - 1994       | Serge Hénault                |
| 1994 - 2004       | Emmanuel Hamon               |
| 2004 - 2006       | André Bodji                  |
| 2006 - mars 2008  | Gilles Gallou                |
| mars - juin 2008  | Christophe Hurault (intérim) |
| juin - déc. 2008  | Joël Germain                 |
| déc. 2008 - 2009  | Christophe Hurault (intérim) |
| 2009 – 2011       | Pierre-Yves David            |
| 2011 – 2013       | Manuel Abreu                 |
| sept. - oct. 2013 | Pascal Grosbois              |
| déc. 2013 - 2014  | Stéphane Malloyer (intérim)  |
| 2014 - 2018       | Jacky Lemée                  |

Le premier entraîneur du FC Chartres est Jean-Michel Brouet. Assureur de profession, qu'il a exercée jusqu'à 40 ans, Brouet est rattrapé par sa passion du football. D'abord responsable de l'équipe de sa ville natale, Péronne, le néo-entraîneur rejoint ensuite le centre de formation d'Amiens, puis arrive à Chartres. Il ne permet pas au club de sortir de Promotion d'honneur.
Serge Hénault arrive sur le banc chartrain en 1991. Il obtient deux seconde place en PH dont la seconde permet au FCC d'atteindre l'élite régional. Après une saison en DH, le club annonce avant la fin de la saison 1993-1994 l'arrivée de son successeur.
De 1994 à 2004, Emmanuel Hamon est l'entraîneur de l'équipe fanion. Il la dirige principalement en Division d'Honneur et part après l'avoir amenée en CFA 2. Après deux secondes places en DH, son équipe est reléguée en DHR en 1997 et remonte de suite. Sixième en 1999 et troisième en 2000, il permet au FCC d'être sacré champion régional et promu en CFA 2 en 2001. Durant trois saisons, il améliore le classement de l'équipe au niveau national avant de quitter le club.
Hamon est remplacé par André Bodji, ancien joueur de l'US Orléans et entraîneur durant sept saisons du voisin de l'Amicale de Lucé. En deux ans, Bodji obtient une neuvième place en 2005 puis une quinzième place sur seize, synonyme de relégation. Sans entraîneur après le départ de Bodji au terme de la saison 2005-2006, Gilles Gallou est nommé et amène l'équipe à une cinquième place de Division d'Honneur lors de la saison 2006-2007, celle-ci est jugée insuffisante par les dirigeants d'alors. Durant l'exercice suivant, en mars 2008, Gallou est destitué au profit de Christophe Hurault qui gère jusque-là l'équipe réserve. Il conduit l'équipe à une deuxième place, synonyme de retour en CFA 2. Pour l'exercice 2008-2009 un nouvel entraîneur est nommé : Joël Germain, ancien joueur professionnel du SM Caen, Hurault reprend lui sa place auprès de l'équipe de réserve. Mais les résultats sont à nouveau décevants, en décembre 2008, et Christophe Hurault remplace une nouvelle fois l'entraîneur en chef. Il ne va à nouveau pas plus loin que la saison en cours.

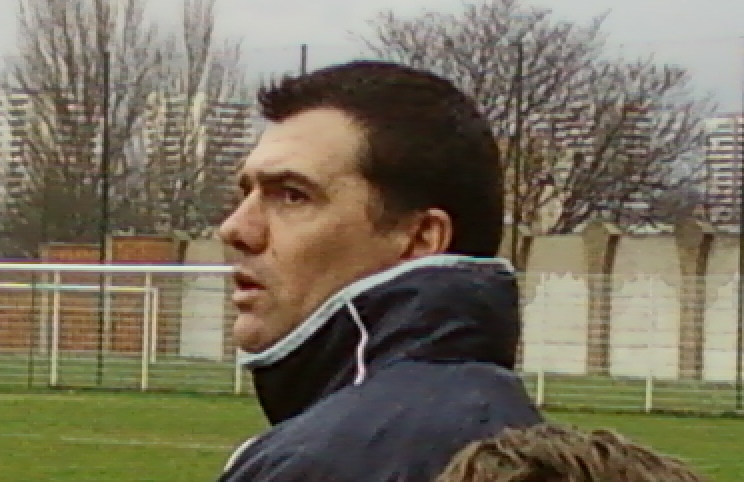
Pierre-Yves David en 2011.

L'ancien footballeur professionnel et sélectionneur de l'équipe de Bretagne de football, Pierre-Yves David est nommé. Il permet au FC Chartres de retrouver le CFA 2 dès sa première saison (2009-10) grâce à une deuxième place en Division d'Honneur. Après avoir réussi plus que son objectif de maintien lors de la saison 2010-2011, David décide de ne pas rester au club et est remplacé par le franco-portugais Manuel Abreu, ancien joueur de D1 et D2 française. Manuel Abreu préfère quitter son poste à la suite de problèmes en interne après deux saisons à lutter pour la montée.
L'équipe trouve un nouvel entraîneur en la personne de Pascal Grosbois lui aussi ancien joueur de D1 et D2 française,, notamment capitaine du Stade lavallois. Manuel Abreu préférant quitter son poste à la suite de problèmes en interne. Avant d'arriver en Beauce, Grosbois séjourne cinq ans à La Réunion (1995-2000), autant dans les Émirats arabes unis (2003-2008), avant de revenir en France en 2009, deux mois au SO Chambéry (CFA2) puis auprès du FCF Condé-sur-Noireau en D2 féminine. Mais après un début de saison en demi-teinte et une huitième place, Pascal Grosbois est limogé début décembre par le comité directeur du club. L'intérim est assuré par Stéphane Malloyer, ex-entraîneur adjoint. Le premier motif du débarquement de Pascal Grosbois est les résultats décevants avec trois défaites en dix matches (huitième à 7 points du leader). De plus, sur les cinq arrivées, pas une n'est à la hauteur.
Arrivé en décembre 2013 comme conseiller technique, Jacky Lemée devient directeur général pour la saison 2014-2015 et prend par la même occasion la gestion de l'équipe fanion. Le vainqueur de la Coupe de France 1976 instaure un 3-5-2.
Avant la fusion, l'équipe première de Chartres Horizon est entraîné depuis 2010 par Mohamed Achakour, ancien joueur et entraîneur du voisin eurélien l'OC Châteaudun. Il prend alors une équipe reléguée en Promotion d'honneur (troisième division régionale, huitième échelon français) et la hisse jusqu'en National 3 (cinquième division nationale).

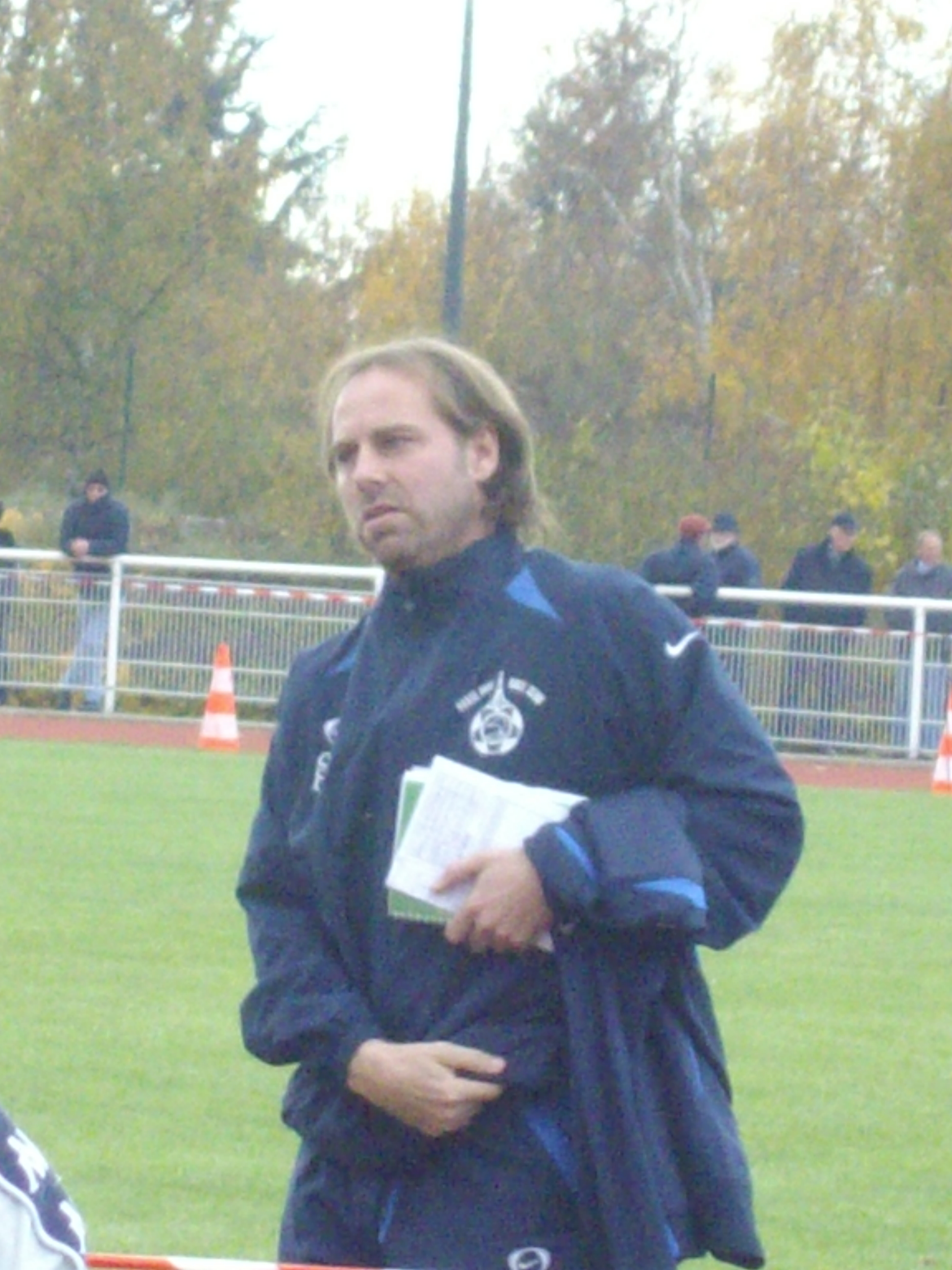
Jean-Guy Wallemme en 2007.

En mai 2018, Jean-Guy Wallemme devient le premier entraîneur du nouveau C' Chartres football pour deux saisons plus une en cas de montée. Après une troisième place en 2018-2019, malgré avoir longtemps tenu la tête du championnat, l'équipe est seconde à l'arrêt anticipé de la saison suivante pour cause de Covid-19. Wallemme n'est pas prolongé.

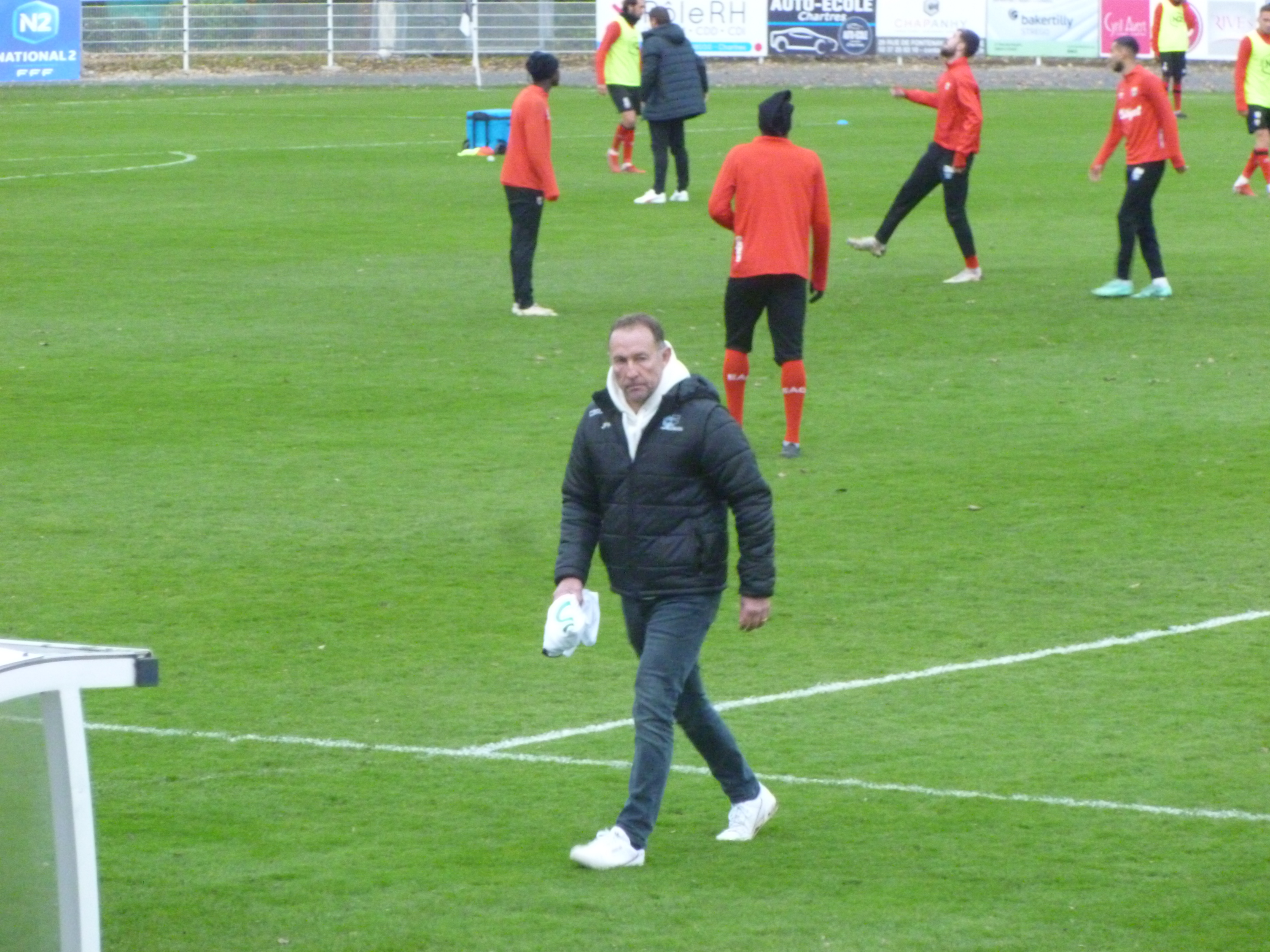
J-P Papin avec le CCF en novembre 2021.

Début juin 2020, l'ex-international français et vainqueur du Ballon d'or 1991, Jean-Pierre Papin vient entraîner Chartres pour un an et deux autres en option. Sa première saison 2020-2021 débute à peine, à cause du Covid-19, il active l'option pour pouvoir faire monter le club en N1. Après avoir eu en tant qu'adjoint le manager sportif du club, Kader Chehida, puis son successeur Maurice Bouquet, Thierry Bocquet arrive en tant que second en janvier 2022. Prolongé en juin 2022, Papin annonce son départ du CCF fin octobre de la même année pour « raisons professionnelles » et un retour à l'Olympique de Marseille.
L'entraîneur du FC Chartres de 2009 à 2011, qu'il fait monter en CFA2, Pierre-Yves David revient alors à Chartres pour reprendre la barre d’une équipe à la dérive en ce début de saison 2022-2023. Il ne parvient pas à sauver le C’Chartres Football, qui termine dernier du groupe A de National 2 avec un retrait de point et sanctionné par la DNCG d’une rétrogradation administrative en Régional 1. L'entraîneur annonce son départ avant la dernière journée de championnat.
L'ancien joueur et entraîneur du Paris SG, Laurent Fournier, s'engage en juillet 2023 pour une année plus une autre en option en cas de montée. Il fait remonter le club en National 3 dès la première année avant d'être écarté en janvier 2025, alors que le club est en tête de sa poule de N3. Vincent Bordot, ancien entraîneur du Red Star et du Paris 13 Atletico, prend la succession.
| Période          | Nom               |
| ---------------- | ----------------- |
| 2018 à 2020      | Jean-Guy Wallemme |
| 2020 à 2022      | Jean-Pierre Papin |
| 2022-2023        | Pierre-Yves David |
| 2023 à jan. 2025 | Laurent Fournier  |
| depuis jan. 2025 | Vincent Bordot    |

### Joueurs notables
À l'été 2009, formé au Montpellier HSC où il devient international français des moins de 19 ans, Julien Poueys s'engage avec le FC Chartres. L'attaquant permet à l'équipe de quitter la Division d'honneur. Après une année en CFA 2, il quitte le club après avoir marqué 21 buts en 69 matchs. Pour cet exercice 2010-2011, l'international jeune français formé à l'AS Cannes, Frédéric Daquin (en) vient disputer la dernière saison de sa carrière à Chartres.
En 2015, l'international malgache Claudio Ramiadamanana rejoint le FCC. Dès la première année, l'équipe et son milieu offensif remportent leur poule de CFA 2. Après une année en quatrième division, Claudio quitte le club. Joueur emblématique du club voisin de l'US Orléans, Julien Delonglée arrive en cette saison 2016-2017 au FC Chartres, promu en CFA. Il devient un cadre de l'équipe de Jacky Lemée, avant de se rompre les ligaments croisés d'un genou. Il retourne dans le Loiret à l'été 2018.
Nicolas Cousin, gardien formé au Paris SG et ayant goûté à la Ligue 2, arrive au FC Chartres en janvier 2010. Il garde les cages du club en CFA 2. Monté en quatrième division, il perd progressivement sa place dans les cages. Salarié du club et intervenant sur les équipes jeunes, Cousin est écarté au terme de la saison 2018-2019 par Jean-Guy Wallemme et prend sa retraite sportive. Avec plus de 190 matchs pour le club, il fait partie des joueurs les plus capés.
En janvier 2022, Clément Chantôme s'engage avec le CCF,. International français à une reprise, double champion de France avec 241 matches de Ligue 1 et double vainqueur de la Coupe de France, il s'agit du joueur avec le plus gros CV de l'histoire du club. Chantôme est promu capitaine pour la saison 2022-2023 et est rejoint par les ex-professionnels Kévin Bru et Ricardo Faty dans l'entre-jeu chartrain, ainsi que Loris Arnaud. L'équipe est reléguée administrativement en Régional 1, remonte dès la première année en N3 et voie notamment l'arrivée du défenseur international guyanais Josué Albert.

## Autres sections
Depuis sa création en 2018, le CCF est le plus gros club de la Ligue Centre-Val de Loire de football, intègre même le top  50 France en 2019-20 et dépasse le millier de licenciés lors de la saison 2022-23. En 2023-2024, le club reste en tête de la région mais descend sous les 900 adhérents. En 2024, le président de l'association Nicolas Jeannesson confie : « on a réduit le nombre de licenciés à environ 700. Plus de 1.000, c’était trop pour faire de la formation de qualité chez les jeunes parce qu’on n’a pas les structures. On a envie d’aller vers la performance ».

### Équipe réserve
L'équipe réserve du FC Chartres est créée dès la fusion du club. Le FCC part donc avec deux équipes seniors. La « B » débute en première division du District d'Eure-et-Loir mais pêche dans ses premières saisons. En 1994, l'équipe est championne de deuxième division, puis de première division deux ans plus tard, montant pour la première fois en division régionale (Promotion de Ligue Centre). Après un retour rapide en départemental, elle s'impose en Promotion de Ligue et monte rapidement en Promotion d'Honneur (PH), en 2001. Trois ans plus tard, la réserve monte en Division d'Honneur Régional (DHR) puis en Division d'Honneur, l'élite régionale, en 2013.
Pour la saison 2015-2016, Michel Albaladéjo prend la direction de l'équipe réserve. L'objectif est de viser le top 5 de DH Centre.
Au moment de la fusion, toutes les équipes seniors du FC Chartres et de Chartres Horizon sont mêlées. L'ex-équipe fanion du Chartres Horizon évoluant depuis la saison 2017-2018 en National 3, une division en dessous le FCC, devient donc la nouvelle équipe réserve du C' Chartres.

### Section jeunes

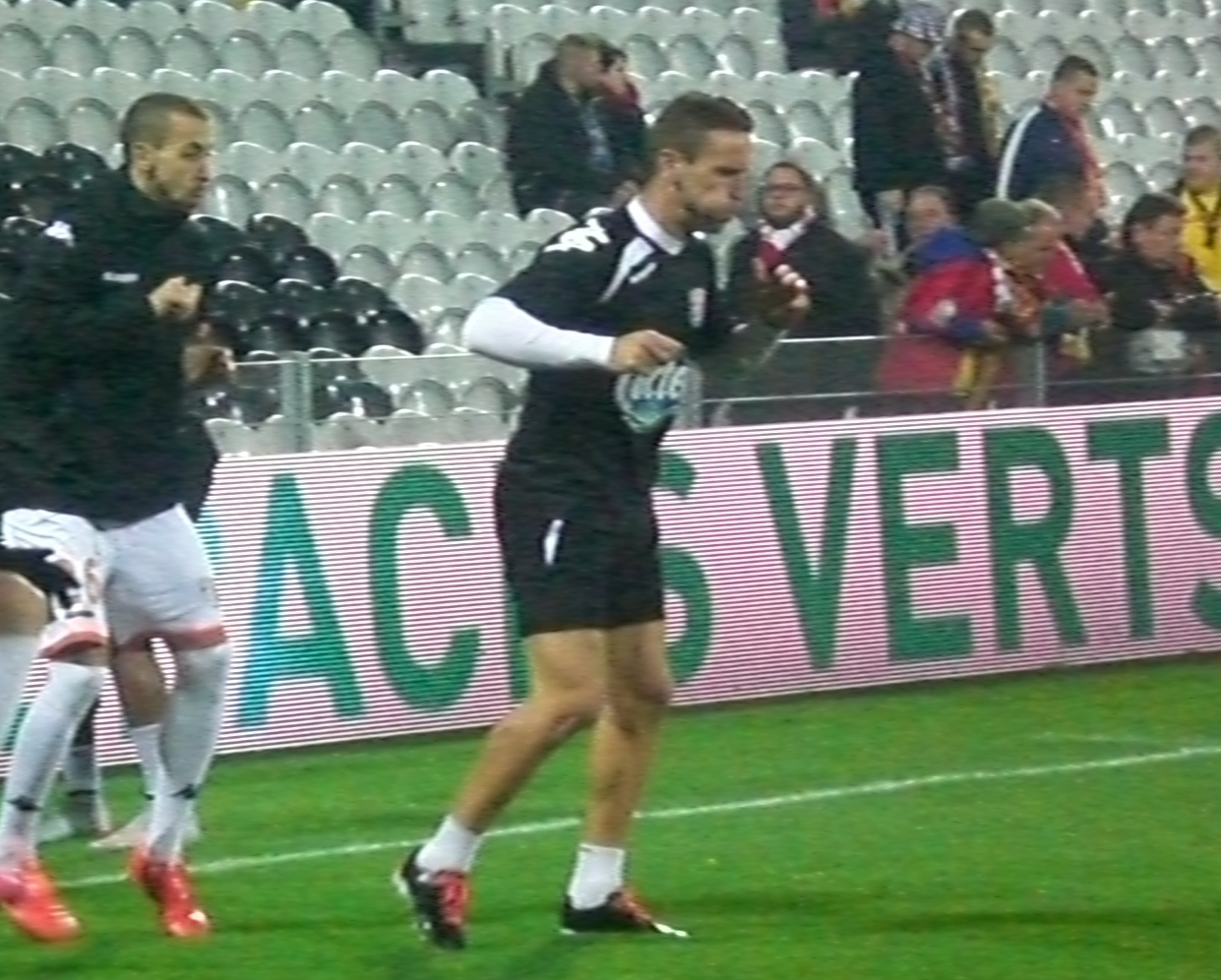
Anthony Gonçalves commence le football à Chartres Horizon puis intègre le FCC avant de devenir professionnel.

Lors de la saison 1991-1992, le FCC est élu meilleur club de jeunes de la Ligue du Centre et atteint les trente-deuxième de finale de la Coupe Gambardella 1991-1992. La saison suivante, toutes les équipes de jeunes évoluent au plus haut niveau régional sauf les moins de quinze ans promus en championnat national.
Lors de la Coupe Gambardella 2001-2002, le FC Chartres atteint les trente-deuxièmes de finale. La saison suivante, l'équipe des moins de 18 ans est championne régionale. Lors de la saison 2007-2008, les 15 ans remportent le championnat DHR. Tandis que la saison suivante, le FC Chartres remporte le Challenge Fair-Play Jeunes ainsi que celui de la Sportivité à l'échelle régionale.
Des joueurs comme Ludovic Sylvestre, Anthony Gonçalves ou plus récemment Julien Cétout, Yassine El-Kharroubi et Adrien Trebel passent par les équipes jeunes du FC Chartres avant de devenir professionnels.
Le secteur jeune masculin est le principal bénéficiaire de la fusion entre le FCC et Chartres Horizon en 2018. En effet, avant cette date, il deux clubs possède généralement une équipe par génération au plus haut niveau régional. La fusion permet une mise en commun de ses joueurs de bon niveau et ainsi une hausse du niveau général des équipes. Dès la saison 2018-2019, l'équipe U18 régional 1 gagne ainsi sa promotion pour le championnat U19 national 2019-2020, aux côtés d'une majorité de clubs professionnels. À partir de la saison 2019-2020, Maurice Bouquet est nommé directeur technique jeunes du CCF.

### Section féminines (depuis 2009)
Créée en septembre 2009, la section féminine du FC Chartres comprend six équipes lors de la saison 2013-2014. Trois au niveau régional (séniors DH, U19 PH et U15 DH) et autant en départemental (U15, U13 et U11).
Lors de la saison 2014-2015, Michel Albaladéjo est l'entraîneur de l'équipe féminine du FC Chartres, poste qu'il quitte à la fin de la saison pour prendre en charge l'équipe réserve du FCC.
En 2018, Chartres Horizon ne disposant pas de section féminine, celle du FCC change juste de nom et connaît peu de modifications avec la fusion.
Pour l'exercice 2019-2020, le CCF possède une équipe senior en Régional 1 (R1), deux équipes U18 (R1 et R2), deux U15 (R1 et départemental), une U13 et quatre U11.

### Section futsal (depuis 2018)
À la suite de la création du C' Chartres en 2018, il est décidé du lancement de la section futsal qui démarre en Régional 1 de la Ligue Centre-Val de Loire. L'objectif de la première saison 2018-2019 « c’est d’apprendre, pas de monter en D2 même si on a l’accession dans un coin de notre tête ».
Malgré une belle première saison en R1, l’équipe chartraine n’est pas réengagée l'année suivante. La faute à un désaccord entre le responsable de la section et les dirigeants du club chartrain.

## Culture populaire

### Rivalités
Après s'être disputé la suprématie de l'agglomération chartraine avec le VS Chartres, l'Amicale de Lucé est, jusqu'à sa baisse de niveau dans les années 2000, le principal adversaire en Eure-et-Loir du FC Chartres. En 2001, celui-ci devient la locomotive du football eurélien après la chute de Lucé et de l’OC Châteaudun en DH. Depuis, le FC drouais dispute l’hégémonie du FCC dans le département, réussi ponctuellement en jeune mais pas au niveau de l'équipe fanion.
L'US Orléans est le meilleur ennemi du FCC fin des années 1990 au niveau régional. Les ancêtres respectifs des deux clubs, le Vélo Sport chartrain et l'Arago orléanais s'affrontent déjà souvent. Plus récemment, sous les bannières FCC et USO, ce nouveau « derby de la Beauce » débute dans les années 1990. Les Euréliens rejoignent les Loiretains en Division d'honneur pour la saison 1993-1994. Les deux clubs jouent presque toujours la même première place de DH promouvant en CFA 2 (1993-1994, 1994-1995 puis 1998-1999 à 2000-2001). En 2002-2003, ils s'affrontent en cinquième division avec deux partages des points (1-1). C'est la dernière fois que FCC et USO se croisent en championnat, avant de se retrouver quinze ans plus tard en Coupe de France 2017-2018 et la victoire chartraine à domicile.
Au niveau local, l'émergence de Chartres Horizon dans les années 2010 donnent des duels disputés dans les plus hautes divisions régionales jeunes. En senior, l'équipe première d'Horizon se hisse jusqu'au niveau de l'équipe réserve du FC Chartres.

### Supporters et affluences
Pour le premier trente-deuxième de finale de Coupe de France de l'histoire du club et la réception du Tours FC, 2 400 spectateurs viennent assister à la rencontre en janvier 2018, un record d'affluence pour un match du FC Chartres.

### Relations avec les médias
Comme la commune de Chartres, le club est couvert par l'Écho républicain, la radio Intensité, la web-tv le28.tv.